# NGC 4434
NGC 4434 је елиптична галаксија у сазвежђу Девица која се налази на NGC листи објеката дубоког неба.
Деклинација објекта је + 8° 9' 16" а ректасцензија 12h 27m 36,6s. Привидна величина (магнитуда) објекта NGC 4434 износи 11,9 а фотографска магнитуда 12,9. Налази се на удаљености од 21,584 милиона парсека од Сунца. NGC 4434 је још познат и под ознакама UGC 7571, MCG 1-32-69, CGCG 42-115, VCC 1025, PGC 40886.